# Prowincja Padwa
Padwa (wł. Padova, ofic. Provincia di Padova) – prowincja we Włoszech.
Nadrzędną jednostką podziału administracyjnego jest region (tu: Wenecja Euganejska), a podrzędną jest gmina.
Liczba gmin w prowincji: 104.